# Gustaf Gabriel Hällström
Gustaf Gabriel Hällström, född den 25 november 1775 i Ilmola, död den 2 juni 1844 i Helsingfors, var en finländsk fysiker och präst, bror till Carl Peter Hällström.
Hällström blev docent vid Kungliga Akademien i Åbo år 1796 och professor i fysik 1801. Han prästvigdes 1804 och erhöll fullmakt att vara kyrkoherde i S:t Marie prebendepastorat. Samma år blev han ledamot av domkapitlet i Åbo och 1826 teologie doktor. Han var den siste fysikprofessorn som innehade ett prebendepastorat. Han var  rektor för Kungliga Akademien i Åbo under åren 1806-1807 och sedan universitetet flyttat till Helsingfors  fyra gånger rektor för Kejserliga Alexanders Universitetet.
Hällström var en av Finlands främsta vetenskapsmän, utmärkt genom sin arbetsförmåga, samvetsgrannhet och skärpa. Han började sin akademiska bana som matematiker, men övergick sedan till fysiken. Inom fysiken bearbetade han huvudsakligen värmelära, akustik och meteorologi. Han bestämde vattnets densitet vid olika temperaturer med stor noggrannhet genom att mäta viktförlusten av en glaskula nedsänkt i vatten. Genom att anpassa mätresultaten med Gauss minstakvadratmetod till en tredjegradskurva bestämde han vattnets densitetsmaximum till +4,108 ±0,238 °C (1823). Detta arbete prisbelönades, liksom även en uppsats om nattfroster i Finland. Betydelsefull med tanke på den internationella fysikens utveckling var även Hällströms studie över kombinationstonerna, De tonis combinationis (1819), med vilken han gjorde en banbrytande insats inom akustiken. Han var verksam också inom angränsande vetenskaper, såsom astronomi, geofysik och meteorologi; han undersökte sol- och månförmörkelser, temperaturen under olika årstider, barometerståndets växlingar, nattfrosten, norrskenet, landhöjningen i södra Finland, med mera.
Hällström var initiativtagare till de astronomiska observatorierna i Åbo och Helsingfors, och medverkade till att en professur i astronomi inrättades. Han medverkade även till att ett magnetiskt observatorium grundades i Helsingfors, vars första direktor blev Johan Jakob Nervander. Hällström invaldes 1808 som ledamot nummer 329 av Kungliga vetenskapsakademien i Stockholm. Han var en av Finska vetenskaps-societetens grundare och verkade som societetens förste ordförande 1838.
Hällströms praktiskt administrativa förmåga tog även i anspråk inom andra områden, bland annat som en verksam medlem av Finska hushållningssällskapet. Hällström åtnjöt stort internationellt anseende, och hans söner adlades 1830 för faderns förtjänster med namnet af Hällström som den finländska adliga ätten nr 190. Ätten fortlever.
Han är begravd på Sandudds begravningsplats i Helsingfors.

## Utmärkelser
- Asteroiden 2640 Hällström, som upptäcktes 1941, har fått namn efter Hällström.[9]

- Sankt Vladimirs orden, fjärde klassen,  1811[4]
- Sankt Annas orden, andra klass,  1829[4]
- Sankt Annas orden, andra klass med kejsarkrona,  1836[4]
- Sankt Vladimirs orden, tredje klass,  1840[4]

[Redigera Wikidata]